# DLV
DLV-система (від англ. DataLog with Disjunction, де використовується символ диз'юнкції V) є диз'юнктивною системою логічного програмування, яка реалізує семантику стійких моделей з використанням парадигми програмування наборами відповідей. Система розширює мову datalog і дозволяє використання АБО в правилах. У підручнику наведено простий приклад моделювання сміху, коли розповідається про жарт.
```
 жарт
 сміятися: - жарт.
```

Наступне означає ситуацію, коли жарту не було сказано.
```
сміятися: - жарт.
```

Оскільки значення жарту не вказується як істинне у другій програмі, то воно вважається хибним за умовчанням.